# Епархия Касонго
Епархия Касонго (лат. Dioecesis Kasongoensis) — епархия Римско-католической церкви с центром в городе Касонго, Демократическая Республика Конго. Епархия Касонго входит в митрополию Букаву. Кафедральным собором епархии Касонго является церковь святого Карла Борромео в городе Касонго.

## История
10 января 1952 года Святой Престол учредил апостольский викариат Касонго, выделив его из апостольского викариата Букаву (ныне — архиепархия Букаву).
10 ноября 1959 года апостольский викариат Касонго был преобразован в епархию буллой Cum parvulum Римского Папы Иоанна XXIII.
16 апреля 1962 года епархия Касонго передала часть своей территории для создания новой епархии Увиры.

## Ординарии епархии
- епископ Richard Cleire (10.01.1952 — 5.04.1963)
- епископ Noël Mala (5.04.1963 — † 31.07.1964)
- епископ Timothée Pirigisha Mukombe (29.09.1966 — 30.04.1990)
- епископ Christophe Munzihirwa Mwene Ngabo (30.04.1990 — 14.03.1995), назначен архиепископом Букаву
- епископ Théophile Kaboy Ruboneka (2.11.1995 — 21.04.2009), назначен епископом-коадъютором Гомы
  - Sede Vacante (2009—2014)
- епископ Placide Lubamba Ndjibu (с 11.03.2014)